# Михаило Илић (лекар)
Михаило Илић (1856 — 1905) био је српски лекар и политичар. 

## Биографија
Рођен је 1856. године у селу Мечковац код Крагујевца. 
По занимању је био лекар. 
Од 1903. године је био члан Српске социјалдемократске странке (ССДС). 
На парламентарним изборима одржаним 8. септембра 1903. године био је изабран за народног посланика у Крагујевачком срезу. 
Био је тада једни посланик ССДС у Народној скупштини Краљевине Србије и први социјалдемократски посланик у српској историји. 
Умро је 22. октобра (9. октобра по старом календару) 1905. године у Крагујевцу. 
Године 1954. у његову част је његовом родном месту промењен назив у Илићево, а оно је данас месна заједница која се налази у саставу градске општине Пивара у граду Крагујевцу.